# 被动收入
被动收入，通常指非屬原本職業的收入，或建立出一套穩定的收入來源後，不一定需要每日工作即可獲得的一筆收入。在完成被動收入的條件後，可能會有一些工作來維持此收入，但總的來說，被動收入現金流可以繼續自行運行 。
美国国税局把收入划分为三种类型，分别是主动收入（即劳动收入），被动收入，和组合收入。它把被动收入定义为“你没有重大参与贸易或商业活动”而获得的收入。其它金融机构和政府机构也认识到，被动收入作为一种获得的收入，是资本增长的结果，或跟负扣税机制有关。被动收入通常属于应税收入。
以下有一些被动收入的例子：
- 无需直接成为物主或商人就能从一门生意赚钱；
- 房产租金；
- 出书收取的版税、授权专利或其他知识产权的许可费；
- 网站上发布网络广告赚取广告费；
- 剩余收入，由销售人员推销的产品或服务定期重复产生的收入，用户必须定期持续购买产品或服务才能继续利用到产品或服务的好处；
- 有价证券的分红和利息收入，例如股票和债券，通常称为组合收入，常被看作或不被看作是一种被动收入。在美国，组合收入被认为是一种和被动收入有区别的收入形式；
- 退休金。

美国国税局对被动收入有具体的定义，和上面列出的并不完全吻合。比如版税，根据服务指南，通常认为不具备被动性质。另外，利息、分红、股票和债券的收益、彩票中奖奖金、工资、劳务报酬、佣金、退休收入、保证金等，都认为是非被动收入。